# Kościół Matki Bożej Miłosierdzia w Gnieźnie
Kościół Matki Bożej Miłosierdzia w Gnieźnie – rzymskokatolicki kościół parafialny należący do parafii pod tym samym wezwaniem. Należy do dekanatu gnieźnieńskiego I archidiecezji gnieźnieńskiej. Znajduje się w gnieźnieńskiej dzielnicy Pustachowa.
Kamień węgielny pod mający powstać kościół (przywieziony z Ostrej Bramy w Wilnie) został wmurowany przez arcybiskupa Henryka Muszyńskiego w 2008 roku. Budowa świątyni trwała 9 lat i w listopadzie 2017 roku nowy kościół został poświęcony przez Prymasa Polski arcybiskupa Wojciecha Polaka. Świątynia charakteryzuje się współczesną architekturą. Wnętrze kościoła jest nowoczesne i ozdobione niezwykłym i pięknym ołtarzem wykonanym z piaskowca z wizerunkiem Matki Bożej Miłosierdzia.